# Lago d'Ampola
Lago d'Ampola este o arie protejată (arie specială de conservare — SAC, sit de importanță comunitară — SCI) din Italia întinsă pe o suprafață de 24 ha, integral pe uscat.

## Localizare
Centrul sitului Lago d'Ampola este situat la coordonatele 45°52′16″N 10°39′14″E / 45.871111°N 10.653889°E.

## Înființare
Situl Lago d'Ampola a fost declarat sit de importanță comunitară în iunie 1995 pentru a proteja 13 specii de animale. Situl a fost protejat și ca arie specială de conservare în martie 2014.

## Biodiversitate
Situată în ecoregiunea alpină, aria protejată conține 7 habitate naturale: Pajiști cu Molinia pe soluri calcaroase, turboase sau argilos-nămoloase (Molinion caeruleae), Mlaștini alcaline, Lacuri eutrofice naturale cu vegetație de tip Magnopotamion sau Hydrocharition, Păduri aluvionare cu Alnus glutinosa și Fraxinus excelsior (Alno-Padion, Alnion incanae, Salicion albae), Râuri de munte și vegetația lor lemnoasă cu Salix elaeagnos, Fânețe de joasă altitudine (Alopecurus pratensis, Sanguisorba officinalis), Păduri acidofile de Picea de la nivel montan la nivel alpin (Vaccinio-Piceetea).
La baza desemnării sitului se află mai multe specii protejate:
- păsări (11): lăcar-de-lac (Acrocephalus scirpaceus), pescăruș albastru (Alcedo atthis), rață mare (Anas platyrhynchos), caprimulg (Caprimulgus europaeus), presură de stuf (Emberiza schoeniclus), lișiță (Fulica atra), găinușă de baltă (Gallinula chloropus), sfrâncioc roșiatic (Lanius collurio), ciocănitoare verzuie (Picus canus), cristei de baltă (Rallus aquaticus), mărăcinar (Saxicola rubetra)
- nevertebrate (2): Austropotamobius pallipes, Vertigo angustior

Pe lângă speciile protejate, pe teritoriul sitului au mai fost identificate 21 de specii de plante, 3 specii de amfibieni, 7 specii de mamifere, 1 specie de nevertebrate, 3 specii de pești, 3 specii de reptile.